# Franciscus Goethals
Franciscus Goethals (Brugge, 1539 – Dowaai, 1616), ook Panagathus, Eucolus of Eutrachebus, was een Zuid-Nederlands rechtsgeleerde, hoogleraar en dichter.

## Levensloop
Zoon van Pieter Goethals en een dame Laerbaets, trok hij naar Leuven voor zijn universitaire studies en verwierf er de graad van doctor in beide rechten. Hij kwam terug naar Brugge waar hij trouwde met een adellijke dame Allaert en zich als advocaat vestigde. Na enkele tijd keerde hij terug naar Leuven en doceerde er de pandekten. In 1583 verhuisde hij naar de universiteit van Dowaai, waarvan hij rector werd. Hij werd de eerste hoogleraar in kerkelijk recht.
Met goedkeuring van Rome en met instemming van zijn vrouw werd hij priester gewijd en werd hij beneficiarius van een kanunniksprebende in de collegiale kerk van Dowaai. Zijn vrouw trok zich terug in de abdij van de kanunnikessen van Denain. 
Het echtpaar had een zoon, eveneens Franciscus genaamd, geboren in Mechelen. Hij werd kanunnik in de collegiale kerk van Soignies en overleed op 13 december 1637 in Gent, waar hij kanunnik van Sint-Baafs was geworden. Hij genoot het vertrouwen van de aartshertogen Albrecht en Isabella.
Franciscus senior publiceerde talrijke werken waarin hij zich keerde tegen de ketterijen, terwijl hij ook heel wat Latijnse gedichten schreef. Hij schreef ook rechtsgeleerde boeken.

## Publicaties
- De felice et infelice republica, tractus poëticus ad senatum Brugensem, Leuven, 1567.
- De Domini Distinctioone, seve de Communione Rerum inter Amicos, 1567.
- Carmen de Diva Virgine.
- Proverbia Gallico-Flandrica.
- Comoedia nova et sacra , cui titulus Soter floriosus, apud Gerardum Salensiorum, 1563.
- Amphitragoedia, cui nomen Edessa sive Hester, 1549.